# Autoridad Nacional de Protección de Datos
Existen varias autoridades nacionales de protección de datos en todo el mundo, encargadas de proteger la protección de datos personales. En la Unión Europea y los países miembros de la Asociación Europea de Libre Comercio, su estatus fue formalizado por la Directiva de Protección de Datos y estuvieron involucrados en la Resolución de Madrid.
Este proyecto es una parte  del trabajo de la Comisión de Ley Internacional de las Naciones Unidas.

## Autoridades por grupo de estados
- A nivel europeo, es el G29 y el Supervisor Europeo de Protección de Datos (EDPS). El proceso fue respaldado en 2005 por el Consejo de Europa, durante la Cumbre Mundial sobre la Sociedad de la Información (Túnez, noviembre de 2005), y en 2006/2007 dentro de foros sobre gobernanza de Internet (Atenas 2006, Río 2007).
- El 12 de junio de 2007, se adoptó la recomendación de la OCDE sobre "cooperación transfronteriza para legislaciones que protegen la aplicación de la privacidad". Su objetivo en particular era "mejorar la aplicación de las leyes de privacidad nacionales para que las autoridades nacionales puedan cooperar mejor con las autoridades extranjeras y establecer mecanismos internacionales eficientes para facilitar la cooperación transfronteriza para las legislaciones que protegen la aplicación de la privacidad".
- Existe una red iberoamericana de protección de datos. En mayo de 2008, durante su 6ª reunión, en Colombia, su declaración solicitando a las conferencias internacionales sobre protección de datos y privacidad que “prosigan sus esfuerzos, independientemente de su ubicación geográfica, a fin de adoptar instrumentos jurídicos comunes”.
- Otra red es la de la autoridad de protección de datos del Centro y Este (CEDPA). Esta red ha expresado su voluntad de proseguir y fortalecer sus actividades dentro de CEDPA, en particular para elaborar soluciones comunes y ayudar a los nuevos miembros a establecer una legislación de protección de datos. Eso fue durante la reunión de junio de 2008 en Polonia.

## Lista de autoridades de protección de datos nacional

### Área Económica europea
- Alemania: Comisionado Federal de Protección de Datos y Libertad de Información (en alemán: Bundesbeauftragter für den Datenschutz und die Informationsfreiheit (BfDI))
  - Nota: Las autoridades de control competentes para la aplicación de la protección de datos en el sector privado son las autoridades estatales respectivas..[2]
- Austria: Autoridad de Protección de Datos (en alemán: Datenschutzbehörde)
- Bélgica: Autoridad de Protección de Datos (en neerlandés: Gegevensbeschermingsautoriteit (GBA), en francés: Autorité de protection des données (APD), en alemán: Datenschutzbehörde), también conocido como APD-GBA
- Bulgaria: Comisión de Protección de Datos Personales (en búlgaro: Комисия за защита на личните данни)
- Chipre: Oficina del Comisionado para la Protección de Datos Personales (en griego: Γραφείο Επιτρόπου Προστασίας Δεδομένων Προσωπικού Χαρακτήρα)
- República Checa: Oficina de Protección de Datos (en checo: Úřad pro ochranu osobních údajů (ÚOOÚ))
- Dinamarca: Autoridad de Protección de Datos (en danés: Datatilsynet)
- Eslovaquia: Oficina de Protección de Datos Personales de la República Eslovaca (en eslovaco: Úrad na ochranu osobných údajov Slovenskej republiky)
- Eslovenia: Comisionado de Información de la República de Eslovenia (en esloveno: Republika Slovenija Informacijski pooblaščenec)
- España: Agencia Española de Protección de Datos
  -  Andalucía: Consejo de Transparencia y Protección de Datos de Andalucía
  -  País Vasco: Autoridad Vasca de Protección de Datos (en euskera: Datuak Babesteko Euskal Agintaritza)
  - Cataluña: Autoridad Catalana de Protección de Datos (en catalán: Autoritat Catalana de Protecció de Dades)
- Estonia: Inspector de Protección de Datos (en estonio: Andmekaitse Inspektsioon)
- Finlandia: Oficina del Defensor del Pueblo para la Protección de Datos (en finés: Tietosuojavaltuutetun toimisto)
- Francia: Comisión Nacional de Informática y de las Libertades (Commission nationale de l'informatique et des libertés)
- Grecia: Autoridad de Protección de Datos (en griego: Αρχή Προστασίας Δεδομένων Προσωπικού Χαρακτήρα)
- Hungría: Autoridad Nacional de Protección de Datos y Libertad de la Información (en húngaro: Nemzeti Adatvédelmi és Információszabadság Hatóság (NAIH))
- Islandia: Autoridad de protección de Datos (en islandés: Persónuvernd)
- Irlanda: Comisionado de Protección de Datos (en inglés: Data Protection Commissioner; en irlandés: An Coimisinéir Cosanta Sonraí)
- Italia: Garante de la Protección de Datos Personales (en italiano: Garante per la Protezione dei Dati Personali)
- Letonia: Inspectorado Estatal de Datos (en letón: Datu valsts inspekcija, en ruso: Государственная инспекция данных)
- Liechtenstein: Datenschutzstelle
- Lituania: Inspectorado Estatal de Protección de Datos (en lituano: Valstybinė duomenų apsaugos inspekcija (VDAI))
- Luxemburgo Comisión Nacional de Protección de Datos (en alemán: Nationale Kommission für den Datenschutz, en francés: Commission nationale pour la protection des données)
- Malta: Oficina del Comisionado de Información y Protección de Datos (en inglés: Office of the Information and Data Protection Commissioner)
- Noruega: Autoridad de Protección de Datos (en noruego: Datatilsynet)
- Países Bajos: Autoridad de Protección de Datos (en neerlandés: Autoriteit Persoonsgegevens (AP))
- Polonia: Oficina de Protección de datos Personales (en polaco: Urząd Ochrony Danych Osobowych (UODO))
- Portugal: Comisión Nacional de Protección de Datos (en portugués: Comissão Nacional de Proteção de Dados (CNPD))
- Rumania: Autoridad Nacional de Supervisión del Tratamiento de Datos con Carácter Personal (en rumano: Autoritatea Naţională de Supraveghere a Prelucrării Datelor cu Caracter Personal), also known as ANSPDCP
- Reino Unido: Oficina del Comisario de Información (en inglés: Information Commissioner's Office)
- Suecia: Agencia de Inspección de Datos (en sueco: Datainspektionen)

### Resto de Europa
- Albania: Comisionado de Información y Protección de Datos (en albanés: Komisionerit për të Drejtën e Informimit dhe Mbrojtjen e të Dhënave Personale (KDIMDP))
- Andorra: Agencia Andorrana de Protección de Datos (en catalán: Agència Andorrana de Protecció de Dades (APDA))
- Croacia: Agencia de Protección de Datos Personales (en croata: Agencija za zaštitu osobnih podataka (AZOP))
- Guernsey: Oficina de Protección de Datos (en inglés: Data Protection Office)
- Macedonia del Norte: Dirección para la Protección de Datos Personales (en macedonio: Дирекција за заштита на лични податоци)
- Isla de Man: Oficina del Supervisor de Protección de Datos (en inglés: Office of the Data Protection Supervisor)
- Mónaco: Comisión de Control de Informaciones Nominativas (en francés: Commission de contrôle des informations nominatives)
- Rusia: Servicio Federal de Supervisión de las Telecomunicaciones, Tecnologías de la Información y Medios de Comunicación (Roskomnadzor)
- Serbia: Comisionado de Información de Importancia Pública y Protección de Datos Personales (en serbio: Повереник за информације од јавног значаја и заштиту података о личности)
- Suiza: Comisionado Federal de Protección de Datos y Transparencia (en alemán: Eidgenössischer Datenschutz- und Öffentlichkeitsbeauftragter (EDÖB), en francés: Préposé fédéral à la protection des données et à la transparence (PFPDT), en italiano: Incaricato federale della protezione dei dati e della trasparenza (IFPDT)), also known as FDPIC
- Turquía: Autoridad de Protección de Datos Personales (en turco: Kişisel Verileri Koruma Kurumu (KVKK))
- Ucrania: Comisionado de Derechos Humanos de la Rada Suprema de Ucrania (en ucraniano: Уповноважений Верховної Ради України з прав людини)

### África
- Angola: Agencia de Protección de Datos (en portugués: Agência de Proteção de Dados (APD))
- Ghana: Comisión de Protección de Datos (en inglés: Data Protection Commission
- Marruecos: Comisión Nacional de Control de la Protección de Datos de Carácter Personal (en francés: Commission nationale de contrôle de la protection des données à caractère personnel (CNDP))
- Nigeria: La Agencia Nacional de Desarrollo de las Tecnologías de la Información (en inglés: National Information Technology Development Agency (NITDA)) y la Comisión Nigeriana de las Comunicaciones (en inglés: Nigerian Communications Commission (NCC)) prestan servicios relacionados con la protección de datos.
- Sudáfrica: Regulador de la Información (en inglés: Information Regulator)
- Túnez: Instancia Nacional de Protección de Datos Personales (en francés: Instance nationale de protection des données personnelles (INPDP))
- Zimbabue: No existe ninguna autoridad de protección de datos, pero la Zimbabwe Media Commission informa sobre el grado de protección de los datos personales en los programas de los organismos públicos.

### Asia
- China: Administración del Ciberespacio de China (en chino: 国家互联网信息办公室)
- Hong Kong: Oficina del Comisionado de Privacidad para Datos Personales (en chino: 個人資料私隱專員公署, en inglés: Office of the Privacy Commissioner for Personal Data (PCPD))
- Israel: Autoridad de Protección de la Privacidad (en hebreo: הרשות להגנת הפרטיות‎)
- Japón: Comisión de Protección de la Información Personal (en japonés: 個人情報保護委員会)
- Kazajistán: La protección de datos es regulada por el propio estado
- Macao: Oficina de Protección de Datos Personales (en inglés: Office for Personal Data Protection (OPDP))
- Malasia: Comisionado de Protección de Datos Personales
- Filipinas: Comisión Nacional para la Privacidad (en inglés: National Privacy Commission)
- Catar: Ministerio de Transporte y Comunicaciones de Catar
- Singapur: Comisión de Protección de Datos Personales
- Corea del Sur: Comisión de Comunicaciones de Corea (en coreano: 대한민국 방송통신위원회)
- Tailandia: Oficina del Comité de Protección de Datos Personales
- Uzbekistán: Los reguladores de la protección de datos tienen competencia sectorial.

### Oceanía
- Australia: Oficina del Comisionado Australiano de Información (en inglés: Office of the Australian Information Commissioner)
- Nueva Zelanda: Comisionado para la Privacidad (en inglés: Privacy Commissioner)

### América del Norte
- Canadá: Comisionado para la Privacidad de Canadá (en inglés: Privacy Commissioner of Canada; en francés: Commissariat à la protection de la vie privée du Canada)
- México: Instituto Nacional de Transparencia, Acceso a la Información y Protección de Datos Personales (INAI).
- Estados Unidos: No hay una única autoridad nacional.

### América del Sur
- Argentina: Dirección Nacional de Protección de Datos Personales (PDP)
- Bolivia: No hay ninguna autoridad nacional responsable de la protección de datos.
- Brasil: Autoridad Nacional de Protección de Datos (ANPD)[3]
- Colombia: Superintendencia de Industria y Comercio (SIC)
- Costa Rica: Agencia de Protección de datos de los Habitantes (PRODHAB)
- República Dominicana: No hay ninguna autoridad nacional responsable de la protección de datos.
- Honduras: Registro Nacional de las Personas
- Panamá: No hay ninguna autoridad nacional responsable de la protección de datos.
- Perú: Ministerio de Justicia y Derechos Humanos (Perú)
- Uruguay: Unidad de Protección y Regulación de Datos.
- Venezuela: No hay ninguna autoridad nacional responsable de la protección de datos.